# Allsecur
La société AllSecur Deutschland AG dont le siège social est basé à Munich est une filiale du Groupe Allianz Deutschland AG. Allsecur est une société d'assurance. 
La marque Allsecur, rattachée à l'assureur Calypso, filiale du groupe Allianz, n'existe plus. N'hésitez pas à contacter le groupe Allianz pour toute question.

## Histoire
Le 8 juillet 1999 a été fondée l'association des assurances : Vereinte Spezial Versicherung AG en Allemagne. Le 16 septembre 2005, Allianz en Allemagne lançait Allianz24, son assurance directe, assurance en ligne à destination des particuliers. En septembre 2009, la marque d'assurance directe prendra le nom d'AllSecur,. Pour Allianz, il y a alors l'inquiétude d'éveiller les hostilités de plus de 10 000 représentants d'assurance en Allemagne. Ils ont protesté de manière véhémente contre le développement de la distribution via internet et ont obtenu gain de cause. La majeure partie du portefeuille, notamment les opérations salariées, sera donc transférée de manière rétroactive à partir du 1er janvier 2010 jusqu'à avril par le biais d'un transfert de portefeuille sur Allianz Versicherung AG. En conséquence, le revenu brut des primes a plongé de manière vertigineuse de 135,5 millions d'euros en 2009 à 52,2 millions d'euros en 2010. Enfin, le 9 novembre 2010, la Vereinte Spezial Versicherung AG a été renommée Allsecur Deutschland AG. 

## Produits d'assurance
Allsecur réalise depuis 2010 uniquement des affaires directes via Internet. Depuis la fin 2005, Allsecur commercialise des contrats d'assurance à destination des particuliers : assurance auto et d'assistance, assurance rapatriement, garantie des accidents de la vie, et protection juridique. Au début de l'année 2012, Allsecur proposait à ses clients la complémentaire santé et au milieu de l'année la société a rajouté à ses offres l'assurance vie. Depuis octobre 2005, Allsecur offre la possibilité de souscrire en ligne à une assurance habitation et à une assurance responsabilité civile. 

## Structure de l'organisation
La société Allsecur Deutschland AG n'a pas d'employés. Les employés sont ceux de la société d'assurance Allianz Deutschland AG. 

## Gains et situation de risques
Les pertes engendrées par Allsecur Deutschland AG ont fortement diminuées ces dernières années. En 2011, on comptabilisait une perte de 15,9 millions d'euros, en 2012, 24,2 millions d'euros et en 2013 31.98 millions d'euros alors qu'en 2014 on comptait seulement 6,6 millions d'euros. Les pertes sont compensées grâce à un accord de transfert de bénéfices (de), qui comprend également le transfert des pertes, par Allianz Deutschland AG. Dans le même temps, le nombre d'assurés augmentent. En 2013, Allsecur Deutschland AG a adopté les exigences réglementaires avec succès et son ratio de solvabilité était de 215%. 

## Liens internet
- Site officiel